# ماگادیوو
ماگادیوو (انگلیسی: Magadeyevo) یک شهرک در شهرستان بورزیانسکی باشقیرستان کشور روسیه است.